# Ellerau
Ellerau er en by og en kommune i det nordlige Tyskland, beliggende i den sydlige del af Kreis Segeberg. Kreis Segeberg ligger i den sydøstlige del af delstaten Slesvig-Holsten.

## Geografi
Ellerau ligger cirka 3 kilometer nord for Quickborn og omkring 25 kilometer nord for Hamborg.
Ellerau ligger ved bækken Krumbek. Kommunens sydvestlige grænse dannes af Gronau, vestgænsen af Pinnau. I den nordlige del af området løber Ebach.
I byens centrum er Krumbek opstemmet til en dam, der ligger i en lille park.
Nabokommuner er :
- Alveslohe mod nord
- Bilsen mod vest
- Quickborn mod syd
- Quickborn-Heide mod sydøst og øst
- Norderstedt mod sydøst
- Henstedt-Ulzburg mod øst.

### Trafik
Ellerau har jernbanestation på strækningen Hamburg-Altona–Kaltenkirchen–Neumünster, med cirka 45 minutters rejse til Hamborg. Motorvejen A 7 går gennem kommunen men nærmeste tilkørsel er i Quickborn få kilometer mod syd.